# Ptiloglossa generosa
Ptiloglossa generosa är en biart som först beskrevs av Smith 1879.  Ptiloglossa generosa ingår i släktet Ptiloglossa och familjen korttungebin. Inga underarter finns listade i Catalogue of Life.